# Pływanie na Letnich Igrzyskach Olimpijskich Młodzieży 2010 – 400 metrów stylem dowolnym chłopców
Zawody chłopców na dystansie 400 metrów stylem dowolnym w pływaniu na Letnich Igrzyskach Olimpijskich Młodzieży 2010 odbyły się 15 sierpnia w Singapore Sports School w Singapurze.

## Wyniki - eliminacje

### Wyścig 1
| Rk | Tor | Zawodnik                       | Kraj      | Czas    | Uwagi |
| -- | --- | ------------------------------ | --------- | ------- | ----- |
| 1  | 2   | Cristian Quintero              | Wenezuela | 3:54.91 | Q     |
| 2  | 4   | Allan Gabriel Gutierrez Castro | Honduras  | 4:08.62 |       |
| 3  | 5   | Jorge Masson                   | Ekwador   | 4:08.80 |       |
| 4  | 3   | Henk Lowe                      | Gujana    | 5:09.04 |       |

### Wyścig 2
| Rk | Tor | Zawodnik           | Kraj              | Czas    | Uwagi |
| -- | --- | ------------------ | ----------------- | ------- | ----- |
| 1  | 5   | Chad Bobrosky      | Kanada            | 3:55.51 | Q     |
| 2  | 6   | Ganesh Pedurand    | Francja           | 4:01.02 |       |
| 3  | 7   | Thomas Stephens    | Stany Zjednoczone | 4:02.11 |       |
| 4  | 3   | Stefan Sorak       | Serbia            | 4:03.37 |       |
| 5  | 2   | Sebastian Arispe   | Peru              | 4:06.82 |       |
| 6  | 1   | Amr Mohamed        | Egipt             | 4:10.50 |       |
| 7  | 4   | Fedy Hannachi      | Tunezja           | 4:11.70 |       |
| 8  | 8   | Anton Sveinn McKee | Islandia          | 4:12.80 |       |

### Wyścig 3
| Rk | Tor | Zawodnik               | Kraj               | Czas    | Uwagi |
| -- | --- | ---------------------- | ------------------ | ------- | ----- |
| 1  | 5   | Jeremy Bagshaw         | Kanada             | 3:53.81 | Q     |
| 2  | 4   | Peter Bernek           | Węgry              | 3:58.47 | Q     |
| 3  | 6   | Gustav Aberg Lejdstrom | Szwecja            | 4:01.03 |       |
| 4  | 3   | Victor Rodrigues       | Brazylia           | 4:01.56 |       |
| 5  | 2   | Yong En Clement Lim    | Singapur           | 4:04.24 |       |
| 6  | 1   | Kevin Kar Meng Lim     | Malezja            | 4:05.53 |       |
| 7  | 8   | Marko Błażewski        | Macedonia Północna | 4:05.67 |       |
| 8  | 7   | Bertug Coskun          | Turcja             | 4:05.76 |       |

### Wyścig 4
| Rk | Tor | Zawodnik                   | Kraj              | Czas    | Uwagi |
| -- | --- | -------------------------- | ----------------- | ------- | ----- |
| 1  | 4   | Dai Jun                    | Chiny             | 3:56.63 | Q     |
| 2  | 5   | Balazs Zambo               | Węgry             | 3:57.75 | Q     |
| 3  | 3   | Chad le Clos               | Południowa Afryka | 3:58.08 | Q     |
| 4  | 2   | Matt Stanley               | Nowa Zelandia     | 3:58.45 | Q     |
| 5  | 1   | Justin James               | Australia         | 4:03.46 |       |
| 6  | 6   | Gustavo Manuel Silva Santa | Portugalia        | 4:07.01 |       |
| 7  | 8   | Yaraslau Pronin            | Białoruś          | 4:07.90 |       |
| 8  | 7   | Pavol Jelenak              | Słowacja          | 4:09.98 |       |

## Wyniki - finał
| Rk | Tor | Zawodnik          | Kraj              | Czas    | Uwagi |
| -- | --- | ----------------- | ----------------- | ------- | ----- |
|    | 6   | Dai Jun           | Chiny             | 3:50.91 |       |
|    | 7   | Chad le Clos      | Południowa Afryka | 3:51.37 |       |
|    | 5   | Cristian Quintero | Wenezuela         | 3:53.44 |       |
| 4  | 3   | Chad Bobrosky     | Kanada            | 3:54.43 |       |
| 5  | 4   | Jeremy Bagshaw    | Kanada            | 3:55.81 |       |
| 6  | 2   | Balazs Zambo      | Węgry             | 3:56.56 |       |
| 7  | 1   | Matt Stanley      | Nowa Zelandia     | 3:56.75 |       |
| 8  | 8   | Peter Bernek      | Węgry             | 3:56.77 |       |